# 酒井直次 (陸軍軍人)
酒井直次（さかい なおじ，1891年3月26日—1942年5月28日）是日本的陆军军人。历任第15师团长、陆军通信学校长、步兵第19旅团长等，軍階达到陆军中将功二级。被称为密码通信的权威。原籍东京府。是中國抗日战争期间被中国军队击毙军衔最高的日军将领（一说应为大角岑生）。
1942年5月浙赣战役中，国军第21军146师独立工兵第8营在蘭谿市埋设地雷，5月28日將酒井直次炸死。